# Jazzihorn
Jazzihorn är en bergstopp i Schweiz.   Den ligger i distriktet Visp och kantonen Valais, i den södra delen av landet, 110 km söder om huvudstaden Bern. Toppen på Jazzihorn är 3 227 meter över havet, eller 60 meter över den omgivande terrängen. Bredden vid basen är 0,23 km.
Terrängen runt Jazzihorn är huvudsakligen mycket bergig. Runt Jazzihorn är det mycket glesbefolkat, med 7 invånare per kvadratkilometer.. Närmaste större samhälle är Saas-Fee, 10,8 km nordväst om Jazzihorn. 
Trakten runt Jazzihorn består i huvudsak av gräsmarker.